# ليونارد تشين
ليونارد تشين (بالإنجليزية: Leonard Chin)‏ هو ملحن ومنتج أسطوانات ومصور جامايكي، ولد في 1953 في كينغستون في جامايكا.